# Planalto (Andradina)
Planalto é um povoado (aglomerado rural) do município brasileiro de Andradina, no interior do estado de São Paulo.

## História

### Origem
O povoado se desenvolveu ao redor da estação ferroviária Planalto, inaugurada pela Estrada de Ferro Noroeste do Brasil em 11/07/1937.

### Formação administrativa
- Pedido para criação do distrito através de processo que deu entrada na Assembléia Legislativa do Estado de São Paulo no ano de 1963, mas como não atendia os requisitos necessários exigidos por lei para tal finalidade o processo foi arquivado[4].

## Geografia

### Demografia

#### População urbana
| Crescimento população urbana | Crescimento população urbana | Crescimento população urbana | Crescimento população urbana |
| Censo                        | Pop.                         |                              | %±                           |
| ---------------------------- | ---------------------------- | ---------------------------- | ---------------------------- |
| 1991                         | 459                          |                              | —                            |
| 2000                         | 355                          |                              | −22,7%                       |
| 2010                         | 355                          |                              | 0,0%                         |
| Fonte: IBGE e Fundação SEADE |                              |                              |                              |

Até o Censo 2010 (IBGE) Planalto era classificado pelo IBGE como aglomerado rural.

### Rodovias
O principal acesso do povoado é a estrada vicinal Andradina - Murutinga do Sul.

### Ferrovias
Pátio Planalto (JPT) da Linha Tronco (Estrada de Ferro Noroeste do Brasil), sendo a ferrovia operada atualmente pela Rumo Malha Oeste.

## Serviços públicos

### Saneamento
O serviço de abastecimento de água é feito pela Águas de Andradina (AA).

### Energia
A responsável pelo abastecimento de energia elétrica é a Neoenergia Elektro, antiga CESP.

## Religião

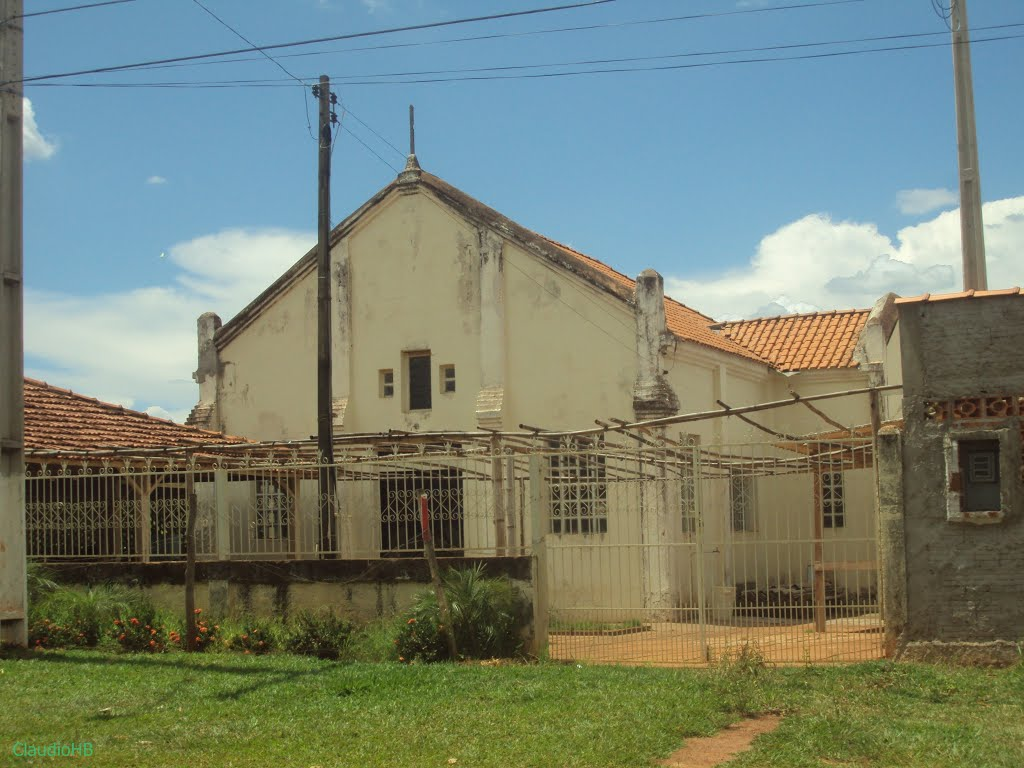
Igreja.

O Cristianismo se faz presente no povoado da seguinte forma:

### Igreja Católica
- A igreja faz parte da Diocese de Araçatuba[12].